# 岬麻紀
岬 麻紀（みさき まき、1968年12月26日 - ）は、愛知県出身の元衆議院議員（1期）。日本維新の会所属。戸籍名は「小出麻紀」。

## 経歴・人物
愛知県名古屋市千種区生まれで同市名東区育ち。名古屋市立高針小学校、名古屋市立高針台中学校、愛知県立東郷高等学校卒業。高校はアルバイト禁止であったが早朝の新聞配達をした。愛知大学法学部2部法律学科に入学するも、デキ婚で妊娠出産のため22歳で中退。また、子育て中は、牛乳配達のパートタイマーをした。
名古屋市千種区の歯科医院助手から、名古屋大学医学部付属病院の事務補佐員（時給制パート職員）として勤務した。世界祝祭博覧会「まつり博in三重’94」と「花と緑の博覧会in岐阜‘95」のパビリオンでコンパニオンを務めた後、株式会社ポリッシュ設立。

### 2019年参議院議員選挙
2019年、名古屋市長の河村たかしが代表を務める減税日本は、同年夏の参院選・愛知県選挙区（改選数4）に向けて候補者の準備をしていたが、予定していた人物が出られなくなったため、他県の元知事の推薦により岬の名が挙がった。この時点で岬は東京都江東区に居住していた。同年5月24日、日本維新の会関係者と河村は岬と面会し、出馬の意思を確認。5月27日、日本維新の会に続き、河村は岬を擁立する方針を固めたと発表。
同年7月の第25回参議院議員通常選挙に国政政党日本維新の会と地域政党減税日本との共同公認候補として愛知県選挙区から立候補するも、次点で落選した。この選挙では当初届出上の所属党派を減税日本としたい河村だったが、届け出を国政政党ではない減税とすれば選挙報道で「諸派」と扱われ、政見放送などでも制約があることから公示前に所属党派を減税日本とすることを諦めた。
同年8月1日に開幕した「あいちトリエンナーレ2019」において、河村たかしは企画展「表現の不自由展・その後」の内容と大村秀章知事の対応を激しく非難。衆議院議員の杉本和巳も8月3日、日本維新の会の愛知県支部代表として実行委員会事務局を訪れ、展示の即時中止を求める要望書を出した。10月8日に不自由展の展示が再開されると、河村や減税日本の市議、日本維新の会の元幹部、右翼団体「愛国倶楽部」のメンバーら数十人は同日、愛知芸術文化センターや愛知県庁前で抗議集会を行った。
同年12月10日、岬は「昭和天皇の肖像画をバーナーで燃やした挙句に足で踏み潰す行為の動画が実際に展示された。これは『暴力』でありハラスメントと言わざるを得ない」と述べ、この点については、河村らの主張に賛同する意向を表明した。
2020年6月3日、日本維新の会から参議院愛知県選挙区第1支部長に改めて選任された。

### 2021年衆議院議員選挙
2021年2月16日、河村たかしと高須克弥が中心となって進めた大村秀章知事リコール運動に関し、佐賀市でアルバイトによる大量の署名偽造が行われていたことが報道により発覚。日本維新の会の愛知5区支部長で、リコール団体の事務局長を務めていた田中孝博は2月25日、出馬を辞退し、同支部長を辞任した。
同年8月18日、日本維新の会が愛知5区に岬を擁立する方針を固めたことがメディアで報じられた。10月19日、第49回衆議院議員総選挙が公示され、日本維新の会公認候補として愛知5区から立候補。あいちトリエンナーレ2019開催以降、大村知事を糾弾する活動に加担した「愛国倶楽部」は岬を全面的に支援した。10月31日、投開票。小選挙区では自由民主党公認の神田憲次が勝利し、次点の立憲民主党公認の西川厚志は比例復活もかなわず落選した。岬は3番目の得票数だったものの、日本維新の会が比例東海ブロックで2議席を獲得し、惜敗率54.008％により比例復活で初当選した。
2022年11月18日、衆議院選挙区の新しい区割りである「10増10減」の改正公職選挙法案が参議院で可決された。愛知県内の選挙区は15から16に増え、愛知5区の区域は「名古屋市（中村区・中川区）、清須市」に変わった。
早稲田大学人間科学部人間環境科学科eスクール（通信教育課程）に在籍していた。

### 2024年衆議院議員選挙
2024年10月15日、第50回衆議院議員総選挙が公示され、愛知5区からは岬、自民党現職の神田憲次、立憲民主党公認の西川厚志、日本保守党公認で河村たかしの市長特別秘書を務めた田中克和、日本共産党公認の江上博之の計5人が立候補した。10月16日、週刊文春電子版は、岬が公設第一秘書に命じて、他陣営のポスターはがしを常習的に行っていたと報じた（特に若い女性候補者のポスターを剥がした）。10月17日、日本経済新聞は序盤情勢を発表し「西川が立民支持層の3分の2をまとめてやや先行。神田が自民、公明支持層の半数弱を固めて追う。岬は巻き返しを狙う」と報じた。自民党は裏金問題や統一教会問題、10月23日に発覚した非公認候補への2000万円支給問題などで逆風が吹き荒れた。10月27日、総選挙執行。投票締め切りの20時からほどなく東海テレビは西川の当選確実を報じ、西川は初当選を果たした。比例重複が認められなかった神田は議席を失った。日本維新の会は比例東海ブロックで1議席を獲得。党内で3番目の惜敗率（61.235％）だった岬は議席を失った。

## 政策・主張

### 憲法
- 憲法改正について、2019年のアンケートでは回答しなかった[42]。2021年のアンケートでは「賛成」と回答[43]。
- 憲法9条への自衛隊の明記について、2021年のアンケートで「どちらかといえば賛成」と回答[44]。
- 憲法を改正し緊急事態条項を設けることについて、2021年の毎日新聞社のアンケートで「賛成」と回答[45]。

### 外交・安全保障
- 「他国からの攻撃が予想される場合には敵基地攻撃もためらうべきではない」との問題提起に対し、2019年のアンケートで「どちらとも言えない」と回答[42]。2021年のアンケートで「どちらかと言えば賛成」と回答[43]。
- 「北朝鮮に対しては対話よりも圧力を優先すべきだ」との問題提起に対し、2019年、2021年のアンケートで「どちらかと言えば賛成」と回答[42][43]。
- 普天間基地の辺野古移設について、2021年のアンケートで「どちらかといえば賛成」と回答[43]。

### ジェンダー
- 選択的夫婦別姓制度の導入について、2019年、2021年のアンケートで「どちらかといえば賛成」と回答[42][43]。
- 同性婚を可能とする法改正について、2019年、2021年のアンケートで「どちらかといえば賛成」と回答[42][44]。
- 「LGBTなど性的少数者をめぐる理解増進法案を早期に成立させるべきか」との問題提起に対し、2021年のアンケートで「賛成」と回答[43]。
- クオータ制の導入について、2021年のアンケートで「どちらかといえば反対」と回答[44]。

### その他
- アベノミクスについて、2019年のアンケートで「どちらかといえば評価しない」と回答[42]。
- 森友学園への国有地売却をめぐる公文書改竄問題で、2021年5月6日、国は「赤木ファイル」の存在を初めて認めた[46]。しかし5月13日、菅義偉首相はファイルの存在を踏まえた再調査を行わない考えを報道各社に書面で示した[47]。9月の自民党総裁選挙で総裁に選出された岸田文雄も10月11日、衆議院本会議の代表質問で再調査の実施を否定した[48]。国の対応をどう考えるかとの問いに対し、2021年の毎日新聞社のアンケートで、選択肢以外の回答をした[45]。
- 「原子力発電への依存度について今後どうするべきか」との問題提起に対し、2021年のアンケートで「下げるべき」と回答[44]。
- 「治安維持のためプライバシーや個人の権利の制約は当然だ」との問題提起に対し、2019年のアンケートで「どちらかと言えば反対」と回答[42]。
- 消費税率を10％より高くすることについて、2019年のアンケートで「反対」と回答[42]。

## 不祥事

### 経歴詐称問題
2022年5月1日、東京都の男性が、岬が虚偽の経歴を記した公職選挙法違反の疑いがあるとして、名古屋地検に刑事告発した。減税日本は、岬が提出した2019年6月1日付の文書をもとに同年の参院選の選挙公報を作成し、プロフィール欄に「亜細亜大学非常勤講師、杏林大学非常勤講師」と記載したが、告発状によれば、亜細亜大学で非常勤講師を務めた事実はないとされた。
岬が提出した2019年6月1日付の文書は、岬が減税日本の事務所において、『非常勤での講師』活動につき、どのように記載すればよいかを減税日本に確認しながら記載をしていた。『非常勤講師』という記載を求められたため、パソコンで打たれた経歴が並ぶ中、最下段に手書きで、亜細亜大学非常勤講師と書かれている。
同年5月6日、河村たかしは記者団に対し、亜細亜大学に弁護士を通じて確認したところ、3月に、大学から「本学の非常勤講師として委嘱した記録はない」と文書で回答があったとして事実とは異なる疑いがあるという認識を示した。5月6日、日本維新の会の馬場伸幸共同代表は、岬に経歴証明の資料を11日までに党に提出するよう指示したと明らかにした。5月9日、同党代表の松井一郎は記者団に対し、経歴証明の資料が11日までに提出されなければ岬を議員辞職させる考えを示した。5月11日、同党の藤田文武幹事長は記者会見で「証明する資料が全部そろうのに時間がかかっている」と岬の対応を待つ考えを示した。同党の松井一郎代表は、5月11日大阪市役所での囲み取材で、「講師として、報酬を払っていただいてた講師でしょ。それは常勤ではないのはたしかなんでね。非常勤の講師だという風にとらえてますけど」と答えた。5月12日、朝日新聞出版のウェブサイト「AERA dot.」は杏林大学への取材結果を報道。同大学の「杏林大学が過去に（岬を）非常勤講師として委嘱したことはありませんでした」との回答を掲載した。
同年5月16日、岬は国会内で記者会見し、選挙公報に載せた『非常勤講師』の経歴について、不適切な記述だったとの認識を示して陳謝した。その上で「常勤の講師ではないという意味で、『常勤』の対義語から、単純に『非常勤』と付けた。経歴を詐称しようという気持ちは毛頭ない」と釈明した。会見に同席した藤田文武幹事長は、「『非常勤での講師』活動の証拠は出されたとして『非常勤講師』の定義が固まっておらず、重い処分を科すのは少し違う」と説明し、口頭で厳重注意したことを明らかにした。また同日、岬が「国民に疑念を持たれた」ことにつき、自主的な判断として議員報酬1カ月分の寄付する意向を示していることが報じられた。6月3日、名古屋地検特捜部は岬を不起訴（嫌疑不十分）とした。

### 公職選挙法違反にあたるポスター剥がし
2024年10月16日、週刊文春電子版は、岬が公設第一秘書に命じ他陣営のポスター剥がしを行わせ、その指示した証拠となるLINEの履歴を入手したうえで器物損壊罪の疑いがあると報じた。岬に取材に対し「まったくわからないですけど～」と答えた。なお無断でポスターを破り捨てたりなどの行為は公職選挙法225条違反に当たる。

## 所属団体・議員連盟
- みんなで靖国神社に参拝する国会議員の会[63]
- 公益財団法人愛知・名古屋アジア競技大会組織委員会（顧問）
- リニア中央新幹線建設促進期成同盟会（顧問）
- リニア中央新幹線建設促進愛知県同盟会（顧問）
- 関西本線整備・利用促進連盟（顧問）
- 東海北陸自動車道建設促進同盟会（顧問）
- 東海環状道路建設促進期成同盟会（顧問）
- 名古屋市名駅倫理法人会（顧問）

## 著書
- 『がんばるよりも、まずは一目置かれなさい―ビジネスと人間関係で軽く扱われない基本』WAVE出版、2012年10月25日。ISBN 978-4872905908。

## 選挙歴
| 当落 | 選挙                     | 執行日         | 年齢 | 選挙区       | 政党         | 得票数     | 得票率 | 定数 | 得票順位 /候補者数 | 政党内比例順位 /政党当選者数 |
| ---- | ------------------------ | -------------- | ---- | ------------ | ------------ | ---------- | ------ | ---- | ------------------ | ---------------------------- |
| 落   | 第25回参議院議員通常選挙 | 2019年07月21日 | 50   | 愛知県選挙区 | 日本維新の会 | 26万9081票 | 9.39%  | 4    | 5/12               | /                            |
| 比当 | 第49回衆議院議員総選挙   | 2021年10月31日 | 52   | 愛知県第5区  | 日本維新の会 | 4万5540票  | 22.23% | 1    | 3/3                | 2/2                          |
| 落   | 第50回衆議院議員総選挙   | 2024年10月27日 | 55   | 愛知県第5区  | 日本維新の会 | 3万3568票  | 21.16% | 1    | 3/5                | 3/1                          |